# Goniodelphis
Goniodelphis is een geslacht van uitgestorven rivierdolfijnen uit de familie Iniidae dat in het Mioceen en Plioceen langs de kusten van het Amerikaanse continent leefde.

## Fossiele vondsten
Het geslacht omvat als enige soort G. hudsoni. Het typespecimen is een gedeeltelijke schedel uit het onderste deel van de Bone Valley-formatie in Florida. Deze afzettingen dateren uit het Serravallien (11,6–13,8 miljoen jaar geleden). Van G. hudsoni zijn tevens fossielen gevonden in het bovenste deel van de Bone Valley-formatie, die dateren uit het Zanclien (3,6–5,3 miljoen jaar geleden).
Een tand van Goniodelphis is gevonden in de Curré-formatie in Costa Rica, die dateert uit het Laat-Mioceen.